# Damaracheta mlozi
Damaracheta mlozi är en insektsart som beskrevs av Otte, D. 1987. Damaracheta mlozi ingår i släktet Damaracheta och familjen syrsor. Inga underarter finns listade i Catalogue of Life.